# Ingibjörg Sólrún Gísladóttir

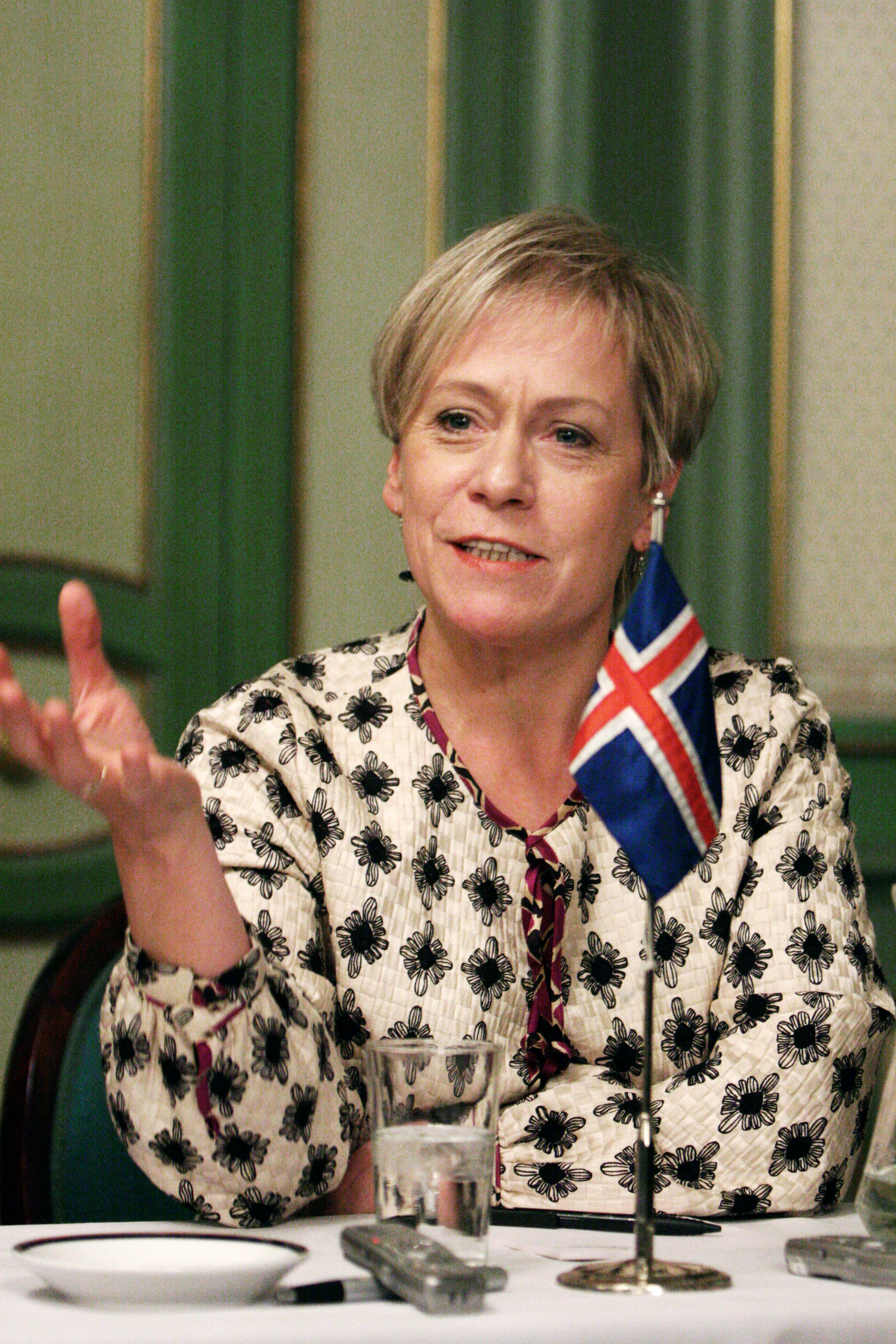
Ingibjörg Sólrún Gísladóttir (2007)

Ingibjörg Sólrún Gísladóttir (* 31. Dezember 1954 in Reykjavík) ist eine isländische Politikerin der sozialdemokratischen Allianz. Sie war von 1994 bis 2003 Bürgermeisterin von Reykjavík und von 2007 bis 2009 isländische Außenministerin. Sie leitete zwischen 2017 und 2021 das Büro für demokratische Institutionen und Menschenrechte (ODIHR) der Organisation für Sicherheit und Zusammenarbeit in Europa (OSZE). und ist seit 2021 stellvertretende Sondergesandtin für politische Angelegenheiten und Wahlunterstützung bei der Unterstützungsmission der Vereinten Nationen im Irak UNAMI (United Nations Assistance Mission for Iraq).

## Politische Karriere
Ingibjörg Sólrún begann ihre politische Laufbahn in der Partei Frauenallianz (Samtök um kvennalista). Diese vertrat sie von 1982 bis 1988 im Stadtrat von Reykjavík. Als Mitglied der Frauenallianz gehörte sie von 1991 bis 1994 dem isländischen Parlament Althing an, wo sie Vertreterin des damaligen Wahlkreises Reykjavík war. 2000 entstand aus mehreren Parteien, darunter der Frauenallianz, die Allianz (Samfylkingin). Als Allianz-Mitglied war Ingibjörg Sólrún von 2005–2007 (Wahlkreis Reykjavík-Nord) und 2007–2009 (Wahlkreis Reykjavík-Süd) erneut Abgeordnete des Althing.
Am 13. Juni 1994 wurde Ingibjörg Sólrún Bürgermeisterin von Reykjavík, als die Unabhängigkeitspartei die Mehrheit in der Stadt nach zwölf Jahren verloren hatte. Sie wurde von einer Koalition mehrerer Parteien unterstützt. Dieses Amt hatte sie bis zum 1. Februar 2003 inne. In diesem Jahr kandidierte sie abermals für das isländische Parlament Althing. Aufgrund einer Kontroverse um die Doppelfunktion als Bürgermeisterin und Parlamentsabgeordnete und die diesbezügliche Unterstützung ihrer Koalition trat sie als Bürgermeisterin zurück. 2005 wurde sie Vorsitzende der Allianz, nachdem sie den bisherigen Parteivorsitzenden Össur Skarphéðinsson in einer Abstimmung knapp geschlagen hatte. Nach der Parlamentswahl 2007 wurde sie am 24. Mai 2007 Außenministerin in der Regierung von Geir Haarde. Ende März 2009 wurde sie im Amt der Parteivorsitzenden von Jóhanna Sigurðardóttir abgelöst.
Zwischen Juli 2017 und Januar 2021 leitete sie als Nachfolgerin von Michael Georg Link das Büro für demokratische Institutionen und Menschenrechte (Office for Democratic Institutions and Human Rights, ODIHR) der OSZE. Am 15. Januar 2021 wurde Ingibjörg Sólrún Gísladóttir vom Generalsekretär der Vereinten Nationen António Guterres zu dessen stellvertretender Sondergesandtin für politische Angelegenheiten und Wahlunterstützung bei der Unterstützungsmission der Vereinten Nationen im Irak UNAMI (United Nations Assistance Mission for Iraq) ernannt und trat dort die Nachfolge der aus dem Vereinigten Königreich stammenden Alice Walpole an, die im Februar 2021 aus diesem Amt ausschied.